# United Nations Multilingual Terminology Database
Die United Nations Multilingual Terminology Database (deutsch: Mehrsprachige Datenbank der offiziellen Terminologie der Vereinten Nationen (UNO)) ist eine öffentlich zugängliche Terminologiedatenbank, welche die offizielle Terminologie der Vereinten Nationen in den sechs offiziellen Sprachen der UNO (Arabisch, Chinesisch, Englisch, Französisch, Russisch und Spanisch) erfasst. Die Datenbank weist mehr als 70'000 Begriffe auf und wird täglich aktualisiert. Sie wurde ins Leben gerufen, um denjenigen, die keinen Zugang zum Intranet des UNO-Sekretariates haben, die Arbeit der UNO einfacher verständlich zu machen.
Die Datenbank wird verwaltet durch die "Terminology and Reference Section" der "Documentation Division", die dem Department for General Assembly and Conference Management der UNO mit Hauptsitz in New York City unterstellt ist.